# Jason Smith (Eishockeyspieler)
Jason Matthew Smith (* 2. November 1973 in Calgary, Alberta) ist ein ehemaliger kanadischer Eishockeyspieler und derzeitiger -trainer, der im Verlauf seiner aktiven Karriere zwischen 1993 und 2009 unter anderem 1076 Spiele für die New Jersey Devils, Toronto Maple Leafs, Edmonton Oilers, Philadelphia Flyers und Ottawa Senators in der National Hockey League auf der Position des Verteidigers bestritten hat. Smith, der sowohl Mannschaftskapitän der Edmonton Oilers und Philadelphia Flyers war, feierte seinen größten Karriereerfolg jedoch in Diensten der Albany River Rats mit dem Gewinn des Calder Cups der American Hockey League im Jahr 1995. Nach seinem Karriereende wurde er als Trainer tätig.

## Karriere
Jason Smith begann seine Karriere als Eishockeyspieler bei den Regina Pats, für die er von 1990 bis 1993 in der Western Hockey League aktiv war. In dieser Zeit wurde er im NHL Entry Draft 1992 in der ersten Runde als insgesamt 18. Spieler von den New Jersey Devils ausgewählt, für die er von 1993 bis 1997 in der National Hockey League spielte. Zudem gewann er mit deren Farmteam aus der American Hockey League, den Albany River Rats, in der Saison 1994/95 den Calder Cup. Am 25. Februar 1997 wurde der Verteidiger von New Jersey an deren Ligarivalen Toronto Maple Leafs abgegeben, für die der Rechtsschütze die folgenden zweieinhalb Jahre auflief, ehe er gegen Ende der Saison 1998/99 zu den Edmonton Oilers transferiert wurde. Mit den Oilers unterlag er in der Saison 2005/06 im Stanley-Cup-Finale den Carolina Hurricanes.
Nach acht Jahren verließ Smith im Sommer 2007 die Oilers und schloss sich den Philadelphia Flyers an, für die er ein Jahr lang auf dem Eis stand, ehe er vor der Saison 2008/09 von den Ottawa Senators verpflichtet wurde. Nach der Spielzeit beendete er seine Karriere.
Bei den Senators setzte er seine Karriere fort, so war er von 2012 bis 2014 als Berater in Scouting- und Entwicklungsfragen tätig, ehe er im November 2014 unter Dave Cameron in die Position des Assistenztrainers wechselte. Mit Cameron wurde er auch im April 2016 entlassen. Danach war er mit Beginn der Saison 2016/17 Cheftrainer der Kelowna Rockets in der Western Hockey League. Nach etwas mehr als zwei Jahren im Amt wurde er kurz nach Beginn der Spielzeit 2018/19 im Oktober 2018 von seinen Aufgaben entbunden. Erst zur folgenden Spielzeit kehrte Smith als Assistenztrainer beim Ligakonkurrenten Prince George Cougars hinter die Bande zurück. Smith war dort zwei Spielzeiten lang tätig, ehe er in gleicher Position im Sommer 2021 von den Lehigh Valley Phantoms aus der AHL verpflichtet wurde.

### International
Für Kanada nahm Smith an der U20-Junioren-Weltmeisterschaft 1993 und der Weltmeisterschaft 2001 teil.

## Erfolge und Auszeichnungen
- 1993 Bill Hunter Memorial Trophy
- 1993 WHL East First All-Star Team
- 1993 CHL First All-Star Team
- 1995 Calder-Cup-Gewinn mit den Albany River Rats

### International
- 1993 Goldmedaille bei der Junioren-Weltmeisterschaft

## Karrierestatistik

### International
Vertrat Kanada bei:
- Junioren-Weltmeisterschaft 1993
- Weltmeisterschaft 2001

(Legende zur Spielerstatistik: Sp oder GP = absolvierte Spiele; T oder G = erzielte Tore; V oder A = erzielte Assists; Pkt oder Pts = erzielte Scorerpunkte; SM oder PIM = erhaltene Strafminuten; +/− = Plus/Minus-Bilanz; PP = erzielte Überzahltore; SH = erzielte Unterzahltore; GW = erzielte Siegtore; 1 Play-downs/Relegation; Kursiv: Statistik nicht vollständig)

## Besonderheiten
Smith hatte eine Nebenrolle im Kinofilm Star Trek (2009), in welcher er es in einer kurzen Szene mit der Hauptfigur Captain Kirk aufnehmen durfte. Später im Film wurde Kirk durch ihn verhaftet.